# Fundație și Haos
Fundație și Haos (1998) (engleză Foundation and Chaos) este un roman science fiction scris de Greg Bear, a cărui acțiune se petrece în universul Fundației creat de Isaac Asimov. Este a doua carte din A doua trilogie a Fundației, scrisă după moartea lui Asimov de trei autori și autorizată de patrimoniul Asimov.

## Intriga
Acțiunea romanului se petrece aproximativ în aceeași perioadă cu cea relatată în Psihoistoricii, capitolul care deschide prima carte a Fundației, dezvoltând confruntarea dintre Hari Seldon și Comisia Siguranței Publice.
Pe lângă aceasta, romanul povestește și despre modul în care cele 20 de milenii de mașinațiuni și planuri ale lui R. Daneel Olivaw au început să fie puse sub semnul întrebării de roboții calvineni, care nu au cunoștință de Legea Zero: Un robot nu are voie să pricinuiască vreun rău umanității sau să permită prin neintervenție ca umanitatea să fie pusă în pericol. Una dintre principalele probleme tratate în roman o reprezintă justețea acțiunilor robotului auroran - dorește acesta cu adevărat binele omenirii și poate el decide care este acest bine?
Seldon nu pare conștient de rolul lui Olivaw în problemele care încetinesc dezvoltarea intelectuală a omenirii, dar carantina impusă pe Noua Renaștere pare să demonstreze că ar fi aprobat acțiunile robotului.
Începe ascensiunea mentaliștilor - telepați care pot influența gândurile altora - cum sunt Wanda Seldon și Stettin Palver, care vor pune bazele celei de-A Doua Fundații, iar mentalista Vara Liso prefigurează apariția mutantului Magnifico, ce urmează să aibă loc 310 ani mai târziu. Puternicul comisionar al Siguranței Publice Linge Chen joacă din nou un rol important ca adevărata forță din spatele împăratului-marionetă Klayus.